# Somatochlora albicincta
Somatochlora albicincta – gatunek ważki z rodziny szklarkowatych (Corduliidae). Występuje na terenie Ameryki Północnej.